# 36-та паралель північної широти
36-та паралель північної широти — лінія широти, що лежить на 36 градусів північніше земної екваторіальної площини. Вона проходить через Північну Африку, Середземне море, Азію, Тихий океан, Північну Америку та Атлантичний океан. В античному Середземномор'ї її роль у навігації та географії була аналогічна тій. що нині виконує екватор.
Через паралель проходить частина кордону між Міссурі та Арканзасом в США. Ця паралель в США іноді подається як північна межа Сонячного поясу, регіону з теплим кліматом, яких охоплює більшу частину південних та південно-західних штатів. Іноді вона також вважається межею між Центральною та Південною Каліфорнією.
З 7 квітня 1991 року по 31 грудня 1996 року паралель визначила межу північної безпольотної зони в Іраку.
На цій широті під час літнього сонцестояння сонце видно 14 годин 36 хвилин, а під час зимового сонцестояння — 9 годин 43 хвилини.

## Список географічних об'єктів, що перетинає 36° пн. ш.
Починаючи з Гринвіцького меридіану та рухаючись на схід, 36-та паралель північної широти проходить через:
| Координати                                                   | Країна, територія або море | Примітки |
| ------------------------------------------------------------ | -------------------------- | --- |
| 36°0′ пн. ш. 0°0′ сх. д. / 36.000° пн. ш. 0.000° сх. д.      | Середземне море            | |
| 36°0′ пн. ш. 0°7′ сх. д. / 36.000° пн. ш. 0.117° сх. д.      | Алжир                      | Проходить через Мостаганем |
| 36°0′ пн. ш. 8°18′ сх. д. / 36.000° пн. ш. 8.300° сх. д.     | Туніс                      | |
| 36°0′ пн. ш. 10°31′ сх. д. / 36.000° пн. ш. 10.517° сх. д.   | Середземне море            | Проходить північніше острова Ліноза, Італія Проходить між островами Коміно та Мальта, Мальта |
| 36°0′ пн. ш. 23°10′ сх. д. / 36.000° пн. ш. 23.167° сх. д.   | Егейське море              | Проходить між островами Кітера та Антикітера, Греція Проходить північнше острова Сарія[en], Греція |
| 36°0′ пн. ш. 27°45′ сх. д. / 36.000° пн. ш. 27.750° сх. д.   | Греція                     | Проходить через острів Родос |
| 36°0′ пн. ш. 27°55′ сх. д. / 36.000° пн. ш. 27.917° сх. д.   | Середземне море            | |
| 36°0′ пн. ш. 35°59′ сх. д. / 36.000° пн. ш. 35.983° сх. д.   | Туреччина                  | |
| 36°0′ пн. ш. 36°22′ сх. д. / 36.000° пн. ш. 36.367° сх. д.   | Сирія                      | Проходить північніше Ракки |
| 36°0′ пн. ш. 41°17′ сх. д. / 36.000° пн. ш. 41.283° сх. д.   | Ірак                       | |
| 36°0′ пн. ш. 45°21′ сх. д. / 36.000° пн. ш. 45.350° сх. д.   | Іран                       | |
| 36°0′ пн. ш. 61°10′ сх. д. / 36.000° пн. ш. 61.167° сх. д.   | Туркменістан               | |
| 36°0′ пн. ш. 63°49′ сх. д. / 36.000° пн. ш. 63.817° сх. д.   | Афганістан                 | |
| 36°0′ пн. ш. 71°15′ сх. д. / 36.000° пн. ш. 71.250° сх. д.   | Пакистан                   | Хайбер-Пахтунхва Гілгіт-Балтистан — претендує Індія |
| 36°0′ пн. ш. 76°6′ сх. д. / 36.000° пн. ш. 76.100° сх. д.    | Долина Шаксгама            | Контролюється КНР, претендує Індія |
| 36°0′ пн. ш. 76°48′ сх. д. / 36.000° пн. ш. 76.800° сх. д.   | КНР                        | Сіньцзян Тибет Цинхай Ганьсу — проходить південніше Ланьчжоу Нінся Ганьсу Шеньсі Шаньсі Хенань Шаньдун Хенань — приблизно на 15 км Шаньдун — проходить південніше Циндао |
| 36°0′ пн. ш. 120°18′ сх. д. / 36.000° пн. ш. 120.300° сх. д. | Жовте море                 | |
| 36°0′ пн. ш. 126°42′ сх. д. / 36.000° пн. ш. 126.700° сх. д. | Південна Корея             | Проходить північніше Кунсана та Іксана Проходить північніше Кумі[en] Проходить через Пхохан |
| 36°0′ пн. ш. 129°35′ сх. д. / 36.000° пн. ш. 129.583° сх. д. | Японське море              | |
| 36°0′ пн. ш. 133°1′ сх. д. / 36.000° пн. ш. 133.017° сх. д.  | Японія                     | Проходить через острів Тібурідзіма[en] |
| 36°0′ пн. ш. 133°4′ сх. д. / 36.000° пн. ш. 133.067° сх. д.  | Японське море              | |
| 36°0′ пн. ш. 135°58′ сх. д. / 36.000° пн. ш. 135.967° сх. д. | Японія                     | Проходить через острів Хонсю |
| 36°0′ пн. ш. 140°40′ сх. д. / 36.000° пн. ш. 140.667° сх. д. | Тихий океан                | |
| 36°0′ пн. ш. 121°30′ зх. д. / 36.000° пн. ш. 121.500° зх. д. | США                        | Каліфорнія — проходить через Кеттлмен-Сіті Невада — проходить через Гендерсон та греблю Гувера Аризона Нью-Мексико — проходить через Лос-Аламоську національну лабораторію Техас Оклахома — проходить через Талсу Арканзас Становить кордон між штатами Міссурі та Міссісіпі Тенессі — проходить через Нашвілл та Ноксвілл Північна Кароліна — приблизно на 14 км Тенессі — приблизно на 12 км Північна Кароліна — проходить через Вінстон-Сейлем, Гай-Пойнт, Грінсборо, Дарем та Чапел-Гілл |
| 36°0′ пн. ш. 75°39′ зх. д. / 36.000° пн. ш. 75.650° зх. д.   | Атлантичний океан          | |
| 36°0′ пн. ш. 5°36′ зх. д. / 36.000° пн. ш. 5.600° зх. д.     | Гібралтарська протока      | Проходить у 2 км на південь від мису Таріфа, Іспанія — найпівденнішої точки[en] континентальної Європи |
| 36°0′ пн. ш. 5°25′ зх. д. / 36.000° пн. ш. 5.417° зх. д.     | Середземне море            | |